# Playahitty
A Playahitty egy olasz Eurodance csapat volt, leginkább ismert daluk az 1994-es "The Summer is Magic", de ismertek voltak egyéb dance számaik is úgy, mint az "1-2-3! (Train with Me)".

## Történet
A Playahitty projekt Giovanna Bersola (Jenny B) közreműködésével zajlott, aki az Italo dance / Eurodance műfajban kiemelten fontos énekesnőnek számít, valójában ő énekelte a Corona-tól a "The Rhythm of the Night"-ot. (A Corona összes többi dalát Sandra Chambers – Sandy – énekelte a Corona első és második albumán.) Emiatt tévedésből a köztudatban az maradt meg, hogy a "The Summer is Magic"-et a Corona adta elő.
A Playahitty koncertjein és videóklipjeiben egy Marion nevű francia modell tátogta a dalokat.
A dalokat Emanuale Asti alkotta és egyben ő volt a producer is, világszerte a Disco Inn / Conte Max Music hozta forgalomba.

## Fordítás
- Ez a szócikk részben vagy egészben  a   Playahitty című angol Wikipédia-szócikk fordításán alapul.  Az eredeti cikk szerkesztőit annak laptörténete sorolja fel. Ez a jelzés csupán a megfogalmazás eredetét és a szerzői jogokat jelzi, nem szolgál a cikkben szereplő információk forrásmegjelöléseként.